# Adolf Gottwald
Adolf Gottwald (* 7. Dezember 1872 in Landeck; † 22. Januar 1931) war ein deutscher Lehrer und Politiker (Zentrum).

## Leben
Nach dem Volksschulabschluss besuchte Gottwald von 1888 bis 1890 die Präparandenanstalt in Landeck und absolvierte anschließend bis 1893 das Lehrerseminar in Habelschwerdt. Er arbeitete von 1893 bis 1898 als Lehrer in Krelkau, wechselte dann in gleicher Funktion an eine Berliner Gemeindeschule und wurde dort 1910 Rektor. Gottwald engagierte sich seit 1899 in Lehrervereinen. Er war seit 1900 Vorstandsmitglied des Vereins katholischer Lehrer in Berlin und wurde 1904 Mitglied im geschäftsführenden Ausschuss des katholischen Lehrerverbandes Preußen, dessen Leitung er später übernahm. 1909 wurde er zudem Vorstandsmitglied des katholischen Lehrerverbandes auf Reichsebene. Ab 1925 war er als Regierungs- und Schulrat beim Provinzial-Schulkollegium in Berlin tätig.
Gottwald war von 1919 bis 1921 Mitglied der Verfassunggebenden Preußischen Landesversammlung und wurde anschließend in den Preußischen Landtag gewählt, dem er bis zu seiner Mandatsniederlegung am 18. August 1930 angehörte. Im Parlament vertrat er den Wahlkreis 8 (Liegnitz).